# Archaeosyodon
Archaeosyodon ist eine ausgestorbene Gattung von Synapsiden aus der Gruppe der Dinocephalia. Innerhalb der Dinocephalia wird er den Anteosauria zugeordnet, einer Gruppe vierbeiniger Fleischfresser. Fossilien werden auf das Mittlere Perm datiert und stammen aus der Region Perm in Russland. Einzige Art ist Archaeosyodon praeventor.
Archaeosyodon ist durch sechs fragmentarische Schädel sowie weiteren, isoliert gefundenen Schädelknochen bekannt. Sämtliche Funde stammen aus einem einzigen Fundort im Distrikt Ocherskii. Die Gattung wurde 1960 von Pjotr Konstantinowitsch Tschudinow erstmals wissenschaftlich beschrieben; 1983 folgte eine weitere, umfangreichere Beschreibung.

## Merkmale
Von anderen Vertretern der Anteosauria unterscheidet sich Archaeosyodon durch eine Reihe primitiver Merkmale, unter anderem durch eine umfangreiche Bezahnung des Gaumens. Die Schnauze war knollenförmig – ein Merkmal, das sich unter anderen Anteosauria lediglich bei Sinophoneus findet. Einzigartige Merkmale finden sich ferner an den Zähnen; beispielsweise waren die Eckzähne kurz, breit und stark nach hinten gebogen.

## Systematik
Die Verwandtschaftsbeziehungen von Archaeosyodon sind unklar. In der Vergangenheit wurde er der Syodontidae (Iwachnenko, 1994) oder der Titanosuchidae (Iwachnenko, 1995 und 2003), einer Gruppe außerhalb der Anteosauria, zugeordnet. Eine neuere Analyse von Christian Kammerer (2011) klassifiziert diese Gattung als Vertreter Anteosauria, aber außerhalb der von ihm als Unterfamilie deklarierten Syodontinae.
Es folgt ein aktuelles Kladogramm-Beispiel, vereinfacht nach Kammerer (2010):
|                         | Microsyodon                                                                                      |
|                         |                                                                                                  |
|                         | Archaeosyodon                                                                                    |
|                         |                                                                                                  |
|                         | \| \| Syodontinae (z. B. Syodon) \| \| \| \| \| \| Anteosaurinae (z. B. Anteosaurus) \| \| \| \| |
| Vorlage:Klade/Wartung/3 |                                                                                                  |
|                         | Syodontinae (z. B. Syodon)                                                                       |
|                         |                                                                                                  |
|                         | Anteosaurinae (z. B. Anteosaurus)                                                                |
|                         |                                                                                                  |

|  | Syodontinae (z. B. Syodon)        |
|  |                                   |
|  | Anteosaurinae (z. B. Anteosaurus) |
|  |                                   |